# Естудиантес де Ла Плата
Клуб Естудиантес де Ла Плата (на испански Club Estudiantes de La Plata) е аржентински спортен клуб от град Ла Плата провинция Буенос Айрес. Футболният клуб постига забележителни успехи както на вътрешна, така и на международна сцена. През 2009 г. завоюва за четвърти път Копа Либертадорес в резултат на което настоящата емблема на клуба е променена. Към нея са добавени десет звезди които олицетворяват броя на спечелените клубни титли (шест международни и четири от вътрешния шампионат).

## История
Клубът е основан на 4 август 1905 от студенти, които не долюбват другия градски съперник Химнасия Ла Плата. На 25 декември 1907 г. открива своя стадион, а през 1913 г. Естудиантес печели своята първа шампионска титла. По онова време футболът в цяла Аржентина се развива на аматьарски начала, а от 1931 г. придобива професионален статут. В същата година клуба разполага с най-доброто офанзивното ядро в състав: Мигел Анхел Лаури, Алехандро Скопели, Роберто Сосая, Мануел Ферейра и Енрике Гуаита известни като „Учителите“ (Los Profesores) и все още се възприема като най-доброто в аржентинския футбол за всички времена. Гуаита и Скопели имат и италианско гражданство което им позволява да запишат участия и за Италианския Нац. отбор, с който на Световно първенство през 1934 г. стават световни шампиони.

През 1937 г. Естудиантес става новатор за онова време като инсталира на стадиона си система за осветление, благодарение на която отбора започва да играе срещите си в по-късните часове на денонощието. През 1953 г. отбора показва колебливи игри и закономерно изпада в Сегунда дивисион, но там се задържа само един сезон и отново печели промоция за елита. През 1967 г. за първи път печели шампионата Метрополитано (от 1967 г., Аржентина има две първенства на сезон) със статута на професионален футболен клуб. Това дава право на Естудиантес да представя Аржентина в турнира за Копа Либертадорес, с което се слага началото на златните години за клуба от Ла Плата. „Лъвовете“ поставят рекорд като печелят трофея в три поредни години (1968, 1969 и 1970), нещо което нито един латиноамерикански клуб не е постигал. Няколко години по-късно това постижение е подобрено от друг аржентински клуб Индепендиенте, който печели купата в четири поредни години. През 1968 г. Естудиантес побеждава могъщия Манчестър Юнайтед в спор за Междуконтиненталната купа, но в следващите две години губи срещата за трофея срещу Фейенорд през 1970 и година по-рано срещу Милан. Тази мач е помрачен с огромен скандал при който футболистите на двата отбора след последния съдийски сигнал заформят на терена масово меле, инициатори на който са аржентинските футболисти. Подобни събития не са рядкост по терените в Аржентина и се превръщат в клише за аржентинския футбол. Президентът на Аржентина по онова време Хуан Карлос Онганиа предприема безпрецедентна постъпка като разпорежда арестуването на целия футболен отбор. Вратарят Полети заедно със съотборниците Агире Суарес и Мадеро са лишени от състезателни права до живот и дори прекарват известно време в затвора. 
| Видео от скандалния мач 0 |
| ------------------------- |

 През 1969 г. в клуба печели също Копа Интерамерикана. Клуба се гордее със звездите си Карлос Билардо и Раул Мадеро които едновременно с футбола завършват и Факултета по медицина на Университета в Буенос Айрес и се дипломират като лекари. През 1970 г. след края на своята кариера Билардо става треньор в клуба, като взима със себе си за лекар на отбора бившия си съотборник Мадеро. Двамата работят в екип и когато с Нац. отбор на Аржентина печелят Световно първенство през 1986 г. През 1994 г. Естудиантес изпада за втори път от своето съществуване, но отново се завръща в елита още през следващия сезон. По това време школата на клуба проижвежда ново поколение звезди сред които се отличават имената на Хуан Верон и Мартин Палермо. След няколко посредствени шампионатни години, Билардо се завръща като треньор през 2003 г., и започва процес на възраждане на клуба. Той и неговите наследници в следващите години Рейналдо Мерло и Хорхе Буручага поставят началото на новия победоносен поход на „Лъвовете“. На 18 май 2006 г. кормилото на отбора поема друга легенда на аржентинския футбол Диего Симеоне, който след 11-годишна кариера в най-силните първенства на Европа връща в Естудиантес рожбата на клуба Хуан Верон. На 15 октомври 2006 година Естудиантес разбива градския си съперник Химнасия Ла Плата с резултат 7:0, а срещата е част от 10-те поредни победи в шампионата Апертура и заедно с гранда Бока Хуниорс завършват на първото място (съгласно правилата на аржентинското първенство, головата разлика не играе решаваща роля). Баражът се играе на 13 декември 2006 г. и Естудиантес побеждава Бока с 2:1 и по този начин печели първата си шампионска титла след 23 години. Симеоне напуска отбора след Апертура 2007 г. и е заменен от бившия си съотборник в Лацио Нестор Сенсини. След слабо представяне в Клаусура 2008, Сенсини е уволнен и на негово място е назначен Леонардо Астрада. Под негово ръководство Естудиантес стигна до финал на Копа Судамерикана през 2008 г., но го губи от бразилския Интернасионал. През март 2009 г., за старши треньор е назначен Алехандро Сабела. На 15 юли 2009 година само няколко дни след неговото назначение Естудиантес печели Копа Либертадорес за четвърти път след 2:1 над Крузейро. На Световното клубно първенство през 2009 г. достига до финала, където на 19 декември спори за трофея с испанския Барселона. Естудиантес води на европейския колос до 89-а минута, но допуска нелеп гол в края на мача и губи в продълженията с 1:2.
| Видео от Копа Либертадорес 2009 Естудиантес – Крузейро 0 |
| -------------------------------------------------------- |

## Успехи
- Примера Дивисион Аржентина
  - Шампион (5):
    - Метрополитано 1967, 1982
    - Насионал 1983
    - Апертура 2006, 2010

  - Вицешампион (4):
    - Насионал 1967, 1975
    - Метрополитано 1968
    - Клаусура 2010

Сегунда дивисион Аржентина
- Шампион (2): 1954, 1994 – 95

- Копа Либертадорес (4): 1968, 1969, 1970, 2009[2]
- Междуконтинентална купа – 1968
- Копа Интерамерикана – 1969
- Световно клубно първенство
  - Финалист – 2009

## Известни бивши футболисти
- Хуан Рамон Верон
- Карлос Билардо
- Родолфо Кардосо
- Карлос Босио
- Мартин Палермо
- Хуан Себастиан Верон
- Хосе Ернесто Соса
- Мариано Павоне
- Лусиано Галети

## Бивши треньори
- Карлос Билардо
- Хорхе Буручага
- Алехандро Сабела
- Нестор Сенсини
- Диего Симеоне
- Омар Сивори
- Гилермо Стабиле